# Нидерне
Нидерне (фр. Niedernai) — коммуна на северо-востоке Франции в регионе Гранд-Эст (бывший Эльзас — Шампань — Арденны — Лотарингия), департамент Нижний Рейн, округ Селеста-Эрстен, кантон Оберне.
Площадь коммуны — 11,33 км², население — 1243 человека (2006) с тенденцией к стабилизации: 1195 человек (2013), плотность населения — 105,5 чел/км².

## Население
Население коммуны в 2011 году составляло 1220 человек, в 2012 году — 1207 человек, а в 2013-м — 1195 человек.
| 1962 | 1968 | 1975 | 1982 | 1990 | 1999 | 2006 | 2008 | 2011 | 2012 | 2013 |
| ---- | ---- | ---- | ---- | ---- | ---- | ---- | ---- | ---- | ---- | ---- |
| 636  | 690  | 799  | 813  | 942  | 1238 | 1243 | 1245 | 1220 | 1207 | 1195 |

Динамика населения:

## Экономика
В 2010 году из 861 человек трудоспособного возраста (от 15 до 64 лет) 639 были экономически активными, 222 — неактивными (показатель активности 74,2 %, в 1999 году — 79,5 %). Из 639 активных трудоспособных жителей работали 592 человека (312 мужчин и 280 женщин), 47 числились безработными (20 мужчин и 27 женщин). Среди 222 трудоспособных неактивных граждан 72 были учениками либо студентами, 95 — пенсионерами, а ещё 55 — были неактивны в силу других причин.

## Достопримечательности (фотогалерея)
- На въезде
- Ручей Эн
- Старый колодец
- Распятие
- Фахверковый дом
- Дом в стиле фахверк
- Церковь Сен-Максимин
- Интерьер, вид на алтарь
- Орган
- Мадонна
- Оборонительная башня и погост
- Руины шато Ландсбер
- Гауптвахта
- В здании бывшей церкви теперь школа
- Здание на главной улице